# Eva Šestaková
Eva Šestaková (* 22. April 1978) ist eine ehemalige slowakische Tennisspielerin.

## Karriere
Im Alter von 17 Jahren debütierte Eva Šestaková beim ITF-$10.000-Turnier im tschechischen Ostrava auf dem ITF Women’s Circuit. Bei dem Turnier startete sie in der Qualifikation und spielte sich bis in das Halbfinale des Hauptfeldes. Dort unterlag sie ihrer Landsfrau Katarína Studeníková in zwei Sätzen. Im darauffolgenden Jahr schaffte sie ihren Durchbruch. Bei den ITF-$10.000-Turnieren im slowakischen Prešov, im tschechischen Staré Splavy und im kroatischen Šibenik konnte sie sich jeweils den Titel sichern. In der Folge konnte sie nicht mehr an diese Leistungen anknüpfen, spielte aber noch bis 2003 auf dem ITF Women’s Circuit. Ihr letztes internationales Turnier spielte sie 2003 beim ITF-$10.000-Turnier im französischen Amiens und schied dort in der zweiten Runde der Qualifikation gegen eine Französin aus.

## Erfolge
| Nr. | Datum              | Turnier      | Kategorie   | Belag | Finalgegnerin     | Ergebnis |
| --- | ------------------ | ------------ | ----------- | ----- | ----------------- | -------- |
| 1.  | 19. Mai 1996       | Prešov       | ITF $10.000 | Sand  | Katarína Válkyová | 7:6, 6:1 |
| 2.  | 23. Juni 1996      | Staré Splavy | ITF $10.000 | Sand  | Nikola Hübnerová  | 7:5, 6:3 |
| 3.  | 29. September 1996 | Šibenik      | ITF $10.000 | Sand  | Zuzana Váleková   | 7:6, 6:3 |